# Tingry
Pour les articles homonymes, voir Tingry.
Tingry est une commune française située dans le département du Pas-de-Calais en région Hauts-de-France.
La commune fait partie de la communauté de communes de Desvres - Samer qui regroupe 31 communes et compte 23 221 habitants en 2021.
Le territoire de la commune est situé dans le parc naturel régional des Caps et Marais d'Opale.

## Géographie

### Localisation
Localisée dans l’ouest du département du Pas-de-Calais, Tingry est une commune située, à vol d'oiseau, à 10 km des plages de la Côte d'Opale et à 14 km au sud-est de la commune de Boulogne-sur-Mer (aire d'attraction et chef-lieu d'arrondissement).
Le territoire de la commune est limitrophe de ceux de six communes.
Les communes limitrophes sont Samer, Frencq, Halinghen, Hubersent, Lacres et Verlincthun.

### Géologie et relief
La superficie de la commune est de 11,36 km2 ; son altitude varie de 29  à   174 mètres.

### Hydrographie

#### Réseau hydrographique
La commune est située dans le bassin Artois-Picardie. Elle est drainée par la rivière l'édre, le ruisseau des Fontinelles, la Panehem et un autre petit cours d'eau,.

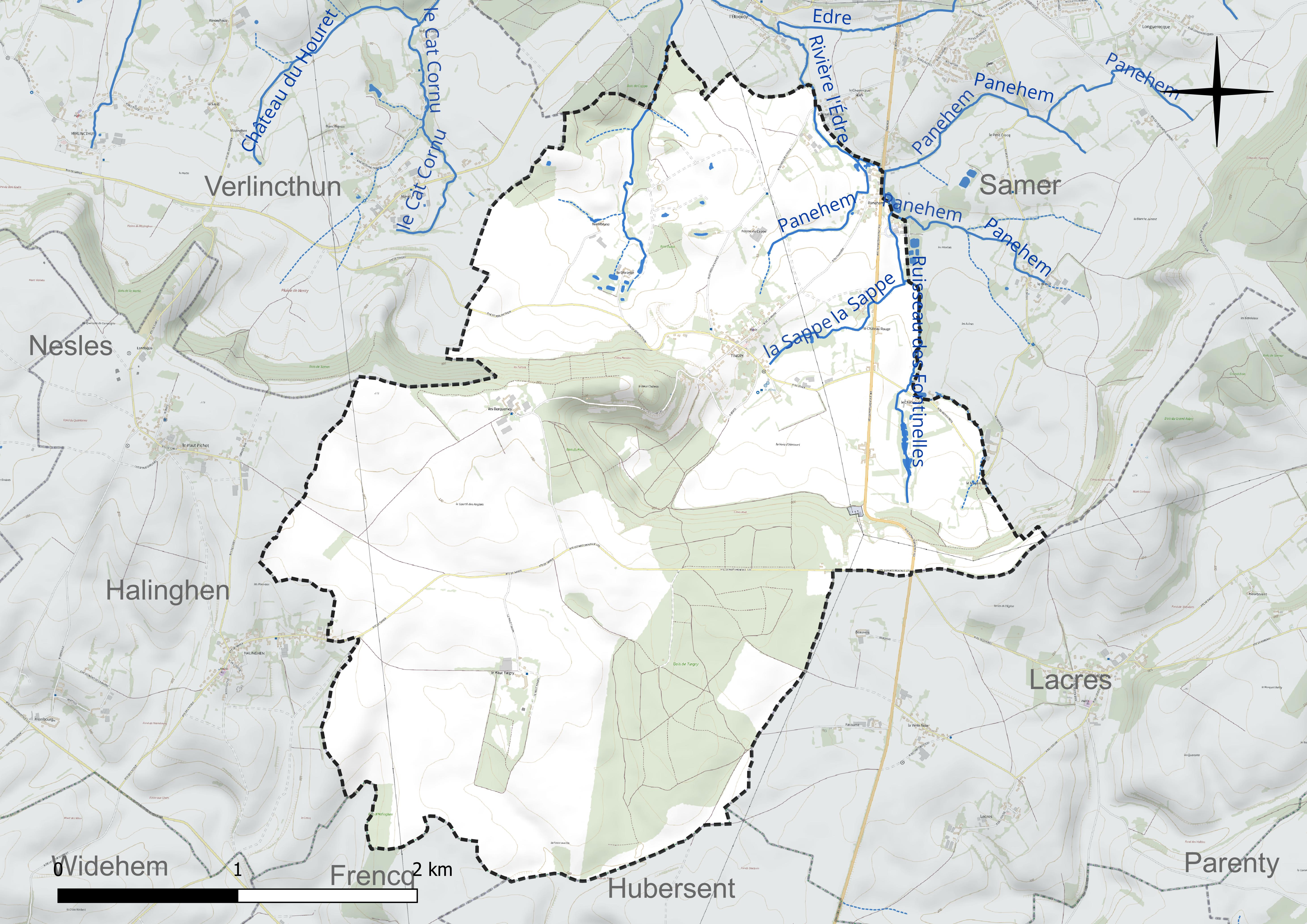
Réseau hydrographique de Tingry.

#### Gestion et qualité des eaux
Le territoire communal est couvert par le schéma d'aménagement et de gestion des eaux (SAGE) « Bassin côtier du Boulonnais ». Ce document de planification concerne le Bassin côtier du Boulonnais, drainé par trois rivières côtières que sont la Liane, le Wimereux et la Slack. Ce territoire s'étend sur 700 km2. Le périmètre a été arrêté le 19 février 1998 et le SAGE proprement dit a été approuvé le 4 février 2004, puis révisé le 9 janvier 2013. La structure porteuse de l'élaboration et de la mise en œuvre est le syndicat mixte du Parc Naturel Régional des Caps et Marais d'Opale.
La qualité des cours d'eau peut être consultée sur un site dédié géré par les agences de l'eau et l'Agence française pour la biodiversité.

### Climat
Pour des articles plus généraux, voir Climat des Hauts-de-France et Climat du Pas-de-Calais.
En 2010, le climat de la commune est de type climat océanique franc, selon une étude du CNRS s'appuyant sur une série de données couvrant la période 1971-2000. En 2020, Météo-France publie une typologie des climats de la France métropolitaine dans laquelle la commune est exposée à un climat océanique et est dans la région climatique Côtes de la Manche orientale, caractérisée par un faible ensoleillement (1 550 h/an) ; forte humidité de l'air (plus de 20 h/jour avec humidité relative > 80 % en hiver), vents forts fréquents.
Pour la période 1971-2000, la température annuelle moyenne est de 10,4 °C, avec une amplitude thermique annuelle de 12,2 °C. Le cumul annuel moyen de précipitations est de 956 mm, avec 13,1 jours de précipitations en janvier et 8,5 jours en juillet. Pour la période 1991-2020, la température moyenne annuelle observée sur la station météorologique la plus proche, située sur la commune de Boulogne-sur-Mer à 15 km à vol d'oiseau, est de 11,2 °C et le cumul annuel moyen de précipitations est de 824,5 mm,. Pour l'avenir, les paramètres climatiques de la commune estimés pour 2050 selon différents scénarios d'émission de gaz à effet de serre sont consultables sur un site dédié publié par Météo-France en novembre 2022.

### Paysages
Pour un article plus général, voir Paysage en France.
La commune est située dans deux « paysages » tels qu'ils sont définis dans l'atlas des paysages de la région Nord-Pas-de-Calais, conçu par la direction régionale de l'Environnement, de l'Aménagement et du Logement (DREAL), :
- Le « paysage montreuillois ». Ce paysage, qui concerne 98 communes, se délimite : à l'Ouest par des falaises qui, avec le recul de la mer, ont donné naissance aux bas-champs ourlées de dunes ; au Nord par la boutonnière du Boulonnais ; au sud par le vaste plateau formé par la vallée de l'Authie, et à l'Est par les paysages du Ternois et de Haut-Artois. Ce paysage régional, avec, dans son axe central, la vallée de la Canche et ses nombreux affluents comme la Course, la Créquoise, la Planquette…, offre une alternance de vallées et de plateaux, appelée « ondulations montreuilloises ». Dans ce paysage, et plus particulièrement sur les plateaux, on cultive la betterave sucrière, le blé et le maïs, et les plateaux entre la Ternoise et la Créquoise sont couverts de vastes massifs forestiers comme la forêt d'Hesdin-la-Forêt, les bois de Fressin, Sains-lès-Fressin, Créquy…[14] ;
- le « paysage boulonnais ». Ce paysage qui concerne 66 communes, se délimite : au Nord, par les paysages des coteaux calaisiens et du Pays de Licques, à l'Est, par le paysage du Haut pays d'Artois, et au Sud, par les paysages Montreuillois.

Ce paysage, constitué d'une boutonnière bordée d'une cuesta définissant un pays d'enclosure, est essentiellement un paysage bocager composé de 47 % de son sol en herbe ou en forêt et de 31 % en herbage, avec, dans le sud et l'est, trois grandes forêts, celle de Boulogne, d'Hardelot et de Desvres et, au nord, le bassin de carrière avec l'extraction de la pierre de Marquise depuis le Moyen Âge et de la pierre marbrière dont l'extraction s'est développée au XIXe siècle.
La boutonnière est formée de trois ensembles écopaysagers : le plateau calcaire d'Artois qui forme le haut Boulonnais, la boutonnière qui forme la cuvette du bas Boulonnais et la cuesta formée d'escarpements calcaires.
Dans ce paysage, on distingue trois entités : 
- les vastes champs ouverts du Haut Boulonnais ;
- le bocage humide dans le Bas Boulonnais ;
- la couronne de la cuesta avec son dénivelé important et son caractère boisé.

### Milieux naturels et biodiversité

#### Espace protégé
La protection réglementaire est le mode d'intervention le plus fort pour préserver des espaces naturels remarquables et leur biodiversité associée.
Dans ce cadre, la commune fait partie d'un espace protégé : le parc naturel régional des Caps et Marais d'Opale, d'une superficie de 132 499 hectares réparties sur 154 communes, géré par le syndicat mixte d'aménagement et de gestion du parc naturel régional des Caps et Marais d'Opale.

#### Zones naturelles d'intérêt écologique, faunistique et floristique
L'inventaire des zones naturelles d'intérêt écologique, faunistique et floristique (ZNIEFF) a pour objectif de réaliser une couverture des zones les plus intéressantes sur le plan écologique, essentiellement dans la perspective d'améliorer la connaissance du patrimoine naturel national et de fournir aux différents décideurs un outil d'aide à la prise en compte de l'environnement dans l'aménagement du territoire.
Le territoire communal comprend trois ZNIEFF de type 1 : 
- le bois de l'Eperche, le coteau de Longfossé et la pelouse du Molinet. Ce site appartient au complexe écologique constitué par la cuesta crayeuse du haut Boulonnais[18] ;
- le bois de Crébert-Menty. Le site présente des buttes sableuses de l'Aptien inférieur et du Wealdien dominant de larges vallées sur assises du Kimméridgien inférieur[19] ;
- le coteau crayeux de Nesles-Verlincthun, le bois de Tingry et la motte féodale, d'une superficie de 664 hectares et d'une altitude variant de 90  à   173 mètres. Ce site appartient au complexe écologique de la cuesta du Boulonnais[20].

et une ZNIEFF de type 2 : la cuesta du Boulonnais entre Neufchâtel-Hardelot et Colembert. Cette ZNIEFF marque la séparation entre les terrains du Jurassiques du Bas-Boulonnais et les plateaux crayeux des hautes terres Artésiennes.

Carte des ZNIEFF de type 1 et 2 sur la commune
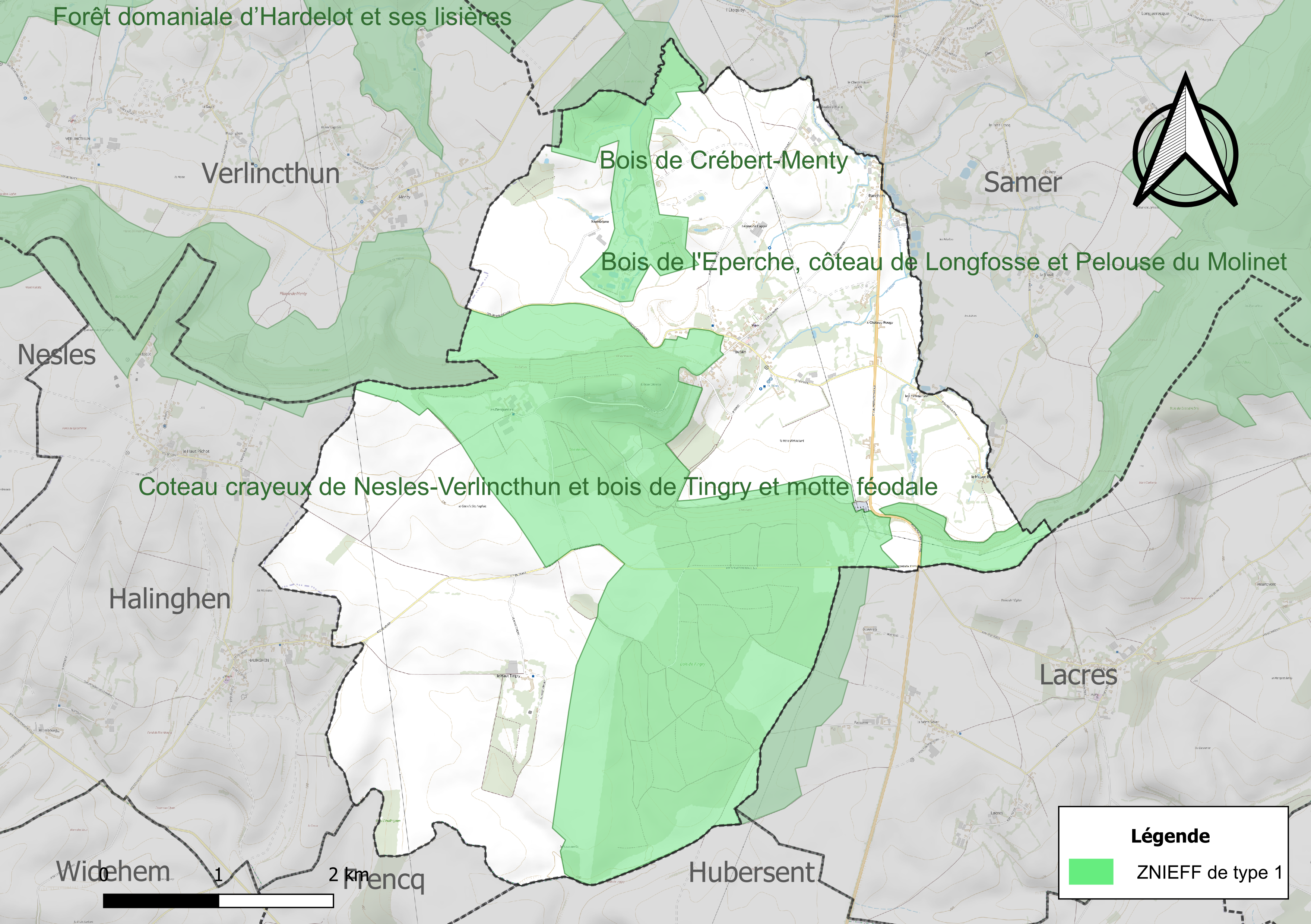
Carte des ZNIEFF de type 1 sur la commune.
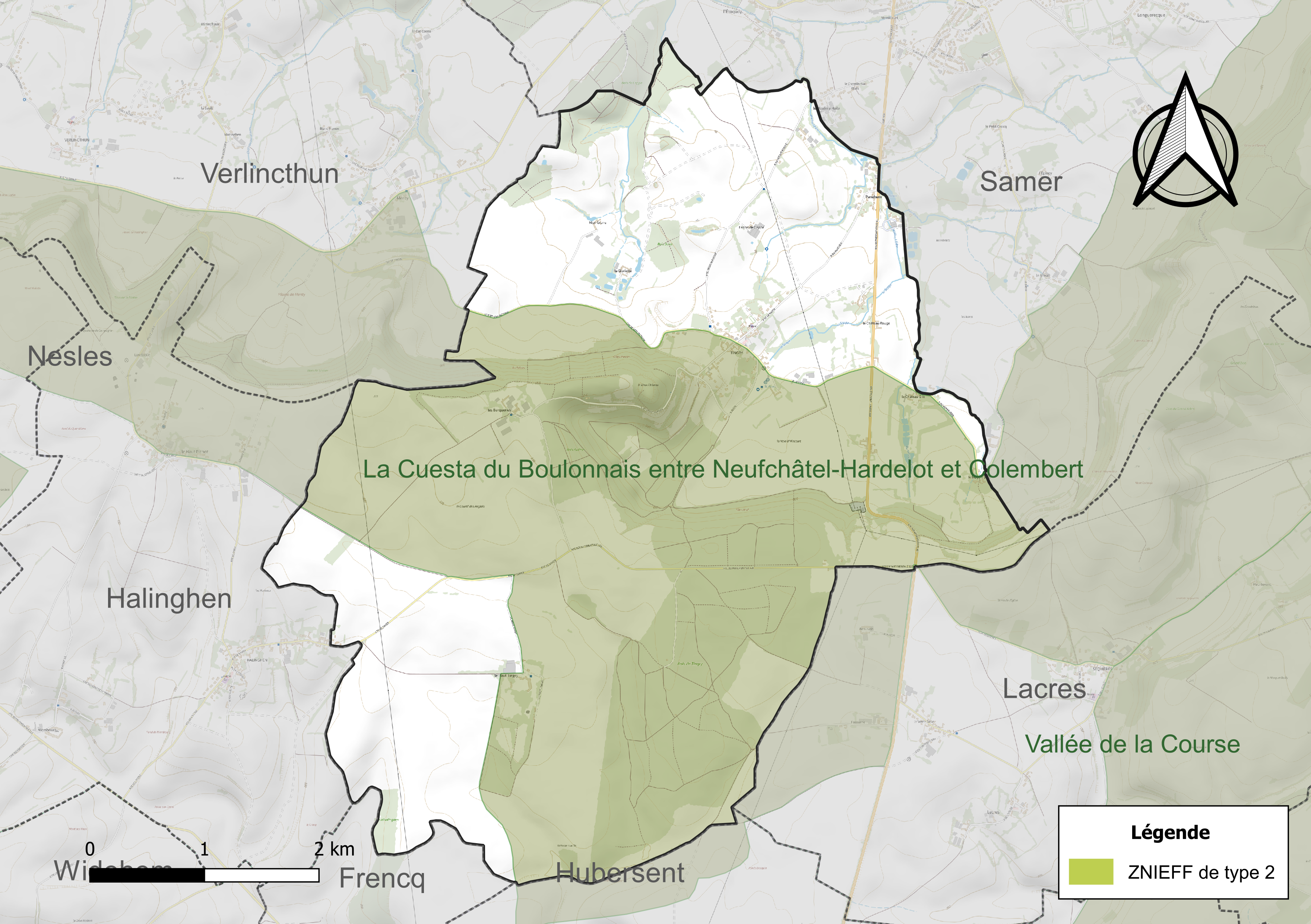
Carte de la ZNIEFF de type 2 sur la commune.

#### Réseau Natura 2000
Le réseau Natura 2000 est un réseau écologique européen de sites naturels d'intérêt écologique élaboré à partir des directives « habitats » et « oiseaux ». Ce réseau est constitué de zones spéciales de conservation (ZSC) et de zones de protection spéciale (ZPS). Dans les zones de ce réseau, les États membres s'engagent à maintenir dans un état de conservation favorable les types d'habitats et d'espèces concernés, par le biais de mesures réglementaires, administratives ou contractuelles.
Sur la commune, un site Natura 2000 de type B est défini en zone spéciale de conservation : les pelouses et bois neutrocalcicoles de la cuesta sud du Boulonnais. Ce site, créé par un arrêté du 13 avril 2007, a une superficie de 420 hectares et une altitude qui varie de 65 mètres à 200 mètres.

## Urbanisme

### Typologie
Au 1er janvier 2024, Tingry est catégorisée commune rurale à habitat dispersé, selon la nouvelle grille communale de densité à sept niveaux définie par l'Insee en 2022.
Elle est située hors unité urbaine. Par ailleurs la commune fait partie de l'aire d'attraction de Boulogne-sur-Mer, dont elle est une commune de la couronne,. Cette aire, qui regroupe 80 communes, est catégorisée dans les aires de 50 000 à moins de 200 000 habitants,.

### Occupation des sols
L'occupation des sols de la commune, telle qu'elle ressort de la base de données européenne d'occupation biophysique des sols Corine Land Cover (CLC), est marquée par l'importance des territoires agricoles (77,8 % en 2018), une proportion sensiblement équivalente à celle de 1990 (77,9 %). La répartition détaillée en 2018 est la suivante : 
terres arables (55,7 %), forêts (22,2 %), zones agricoles hétérogènes (16,3 %), prairies (5,9 %). L'évolution de l'occupation des sols de la commune et de ses infrastructures peut être observée sur les différentes représentations cartographiques du territoire : la carte de Cassini (XVIIIe siècle), la carte d'état-major (1820-1866) et les cartes ou photos aériennes de l'IGN pour la période actuelle (1950 à aujourd'hui).

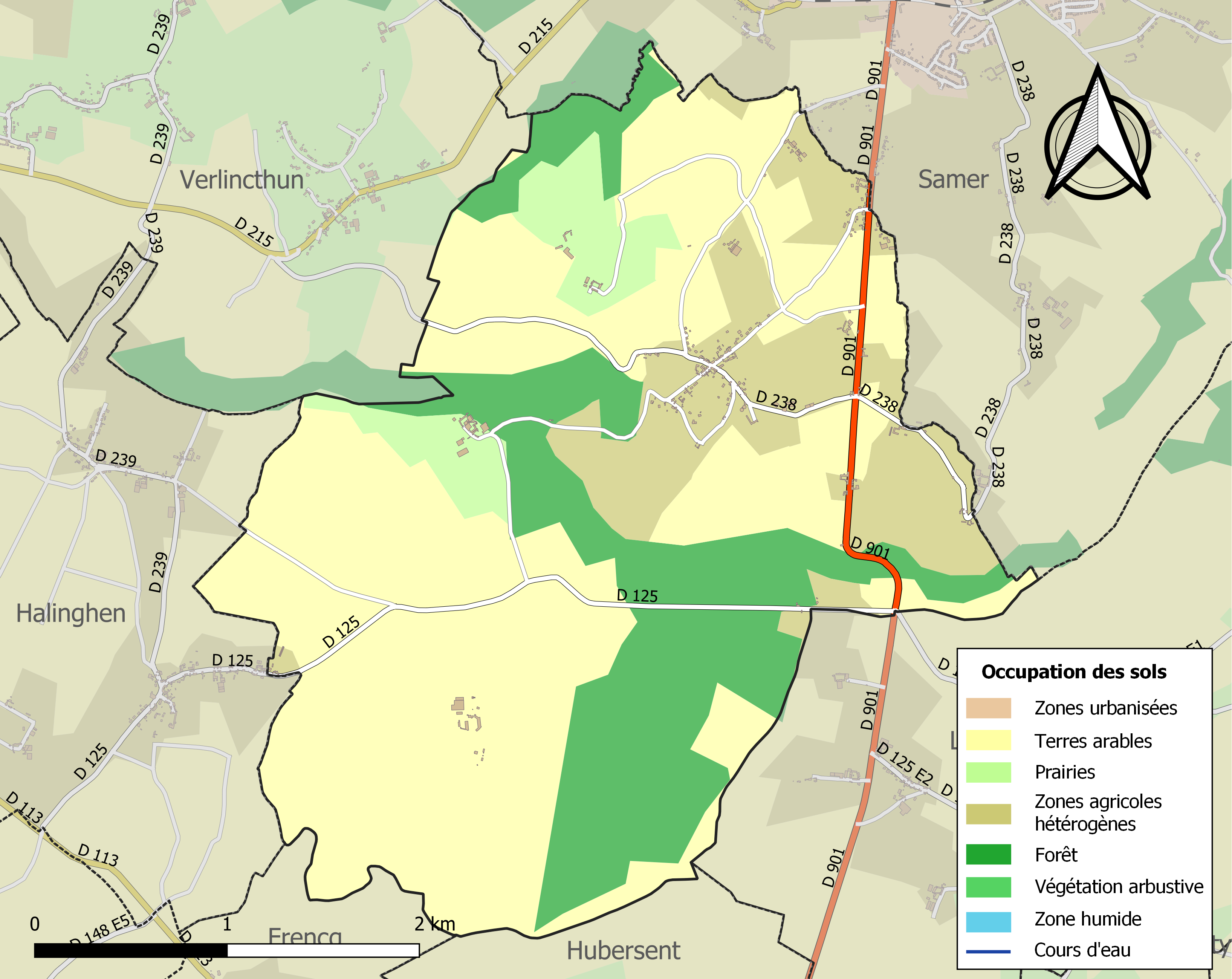
Carte des infrastructures et de l'occupation des sols de la commune en 2018 (CLC).

## Toponymie
Le nom de la localité est attesté sous les formes Tingriacum (857), Tingri (1173), Tingreium (XIIe siècle), Thingeri (1434), Tingry (1512), Thingry (1551), Tingrye (1553) et Tingry (depuis 1793).
D'après Ernest Nègre, Tingry tiendrait son nom de l'anthroponyme germanique Thengarius suivi du suffixe gallo-roman -acum « domaine (de) », donnant le « domaine de Thengarius ».

## Histoire
La voie romaine allant d'Amiens à Boulogne-sur-Mer ou via Agrippa de l'Océan passait par Tingry.
Tingry est citée dans une donation faite à l'abbaye Saint-Bertin de Saint-Omer par un riche héritier de la noble famille des Steneland dans une charte du 28 mars 857.
Tingry était autrefois l'une des quatre châtellenies du comté de Boulogne. Le châtelain était chargé de veiller à la sécurité du lieu et donc des routes. La châtellenie est devenue par la suite une principauté (voir article détaillé ci-dessus).
À Tingry se trouvait anciennement une maladrerie qui a été réunie à l'hospice de Boulogne.
Au XIVe siècle et au XVe siècle la seigneurie de Capre, sur le territoire de la commune actuelle de Tingry, appartenait à une branche cadette de la famille de Bournonville.

## Politique et administration

### Découpage territorial
La commune se trouve dans l'arrondissement de Boulogne-sur-Mer du département du Pas-de-Calais.

#### Commune et intercommunalités
La commune est membre de la communauté de communes de Desvres - Samer.

#### Circonscriptions administratives
La commune est rattachée au canton de Desvres.

#### Circonscriptions électorales
Pour l'élection des députés, la commune fait partie de la cinquième circonscription du Pas-de-Calais.

### Élections municipales et communautaires

#### Liste des maires
| Période                                  | Période                  | Identité         | Étiquette | Qualité     |
| ---------------------------------------- | ------------------------ | ---------------- | --------- | ----------- |
| Les données manquantes sont à compléter. |                          |                  |           |             |
| mars 1983                                | mars 2001                | Roger Pruvost    |           |             |
| mars 2001                                | avril 2014               | Daniel Forestier | DVD       | Agriculteur |
| avril 2014,                              | juillet 2020             | Sébastien Cousin |           | Ouvrier     |
| juillet 2020                             | En cours (au 9 mai 2021) | Didier Pâques    |           | Chauffeur   |

## Population et société

### Démographie

#### Évolution démographique
L'évolution du nombre d'habitants est connue à travers les recensements de la population effectués dans la commune depuis 1793. Pour les communes de moins de 10 000 habitants, une enquête de recensement portant sur toute la population est réalisée tous les cinq ans, les populations de référence des années intermédiaires étant quant à elles estimées par interpolation ou extrapolation. Pour la commune, le premier recensement exhaustif entrant dans le cadre du nouveau dispositif a été réalisé en 2008.

En 2022, la commune comptait 293 habitants, en évolution de +2,09 % par rapport à 2016 (Pas-de-Calais : −0,72 %, France hors Mayotte : +2,11 %).
| 1793 | 1800 | 1806 | 1821 | 1831 | 1836 | 1841 | 1846 | 1851 |
| ---- | ---- | ---- | ---- | ---- | ---- | ---- | ---- | ---- |
| 259  | 255  | 285  | 262  | 306  | 307  | 293  | 330  | 303  |

| 1856 | 1861 | 1866 | 1872 | 1876 | 1881 | 1886 | 1891 | 1896 |
| ---- | ---- | ---- | ---- | ---- | ---- | ---- | ---- | ---- |
| 273  | 312  | 325  | 352  | 358  | 354  | 336  | 327  | 309  |

| 1901 | 1906 | 1911 | 1921 | 1926 | 1931 | 1936 | 1946 | 1954 |
| ---- | ---- | ---- | ---- | ---- | ---- | ---- | ---- | ---- |
| 306  | 310  | 342  | 305  | 302  | 302  | 325  | 300  | 313  |

| 1962 | 1968 | 1975 | 1982 | 1990 | 1999 | 2006 | 2008 | 2013 |
| ---- | ---- | ---- | ---- | ---- | ---- | ---- | ---- | ---- |
| 275  | 258  | 250  | 272  | 307  | 301  | 313  | 316  | 294  |

| 2018 | 2022 | - | - | - | - | - | - | - |
| ---- | ---- | - | - | - | - | - | - | - |
| 292  | 293  | - | - | - | - | - | - | - |

#### Pyramide des âges
En 2018, le taux de personnes d'un âge inférieur à 30 ans s'élève à 33,9 %, soit en dessous de la moyenne départementale (36,7 %). De même, le taux de personnes d'âge supérieur à 60 ans est de 24,0 % la même année, alors qu'il est de 24,9 % au niveau départemental.
En 2018, la commune comptait 148 hommes pour 144 femmes, soit un taux de 50,68 % d'hommes, largement supérieur au taux départemental (48,50 %).
Les pyramides des âges de la commune et du département s'établissent comme suit.
| Hommes | Classe d’âge | Femmes |
| ------ | ------------ | ------ |
| 0,0    | 90 ou +      | 0,0    |
| 7,4    | 75-89 ans    | 9,7    |
| 16,9   | 60-74 ans    | 13,9   |
| 23,6   | 45-59 ans    | 27,1   |
| 15,5   | 30-44 ans    | 18,1   |
| 17,6   | 15-29 ans    | 15,3   |
| 18,9   | 0-14 ans     | 16,0   |

| Hommes | Classe d’âge | Femmes |
| ------ | ------------ | ------ |
| 0,5    | 90 ou +      | 1,6    |
| 5,6    | 75-89 ans    | 8,9    |
| 16,7   | 60-74 ans    | 18,1   |
| 20,2   | 45-59 ans    | 19,2   |
| 18,9   | 30-44 ans    | 18,1   |
| 18,2   | 15-29 ans    | 16,2   |
| 19,9   | 0-14 ans     | 17,9   |

### Sports et loisirs
La commune dispose d'un terrain multisports où il est possible de pratiquer le football, le basket-ball à deux hauteurs de paniers, le hand-ball, le volley-ball, le tennis, le badminton, le but brésilien et la course à pied avec deux pistes.

## Culture locale et patrimoine

### Lieux et monuments
- L'église Saint-Pierre.

À proximité de la mairie, sur un panneau d'information il est indiqué : « l'église fut construite au XIXe siècle sur les ruines de l'ancienne église détruite sous la Révolution ».

Vues extérieures
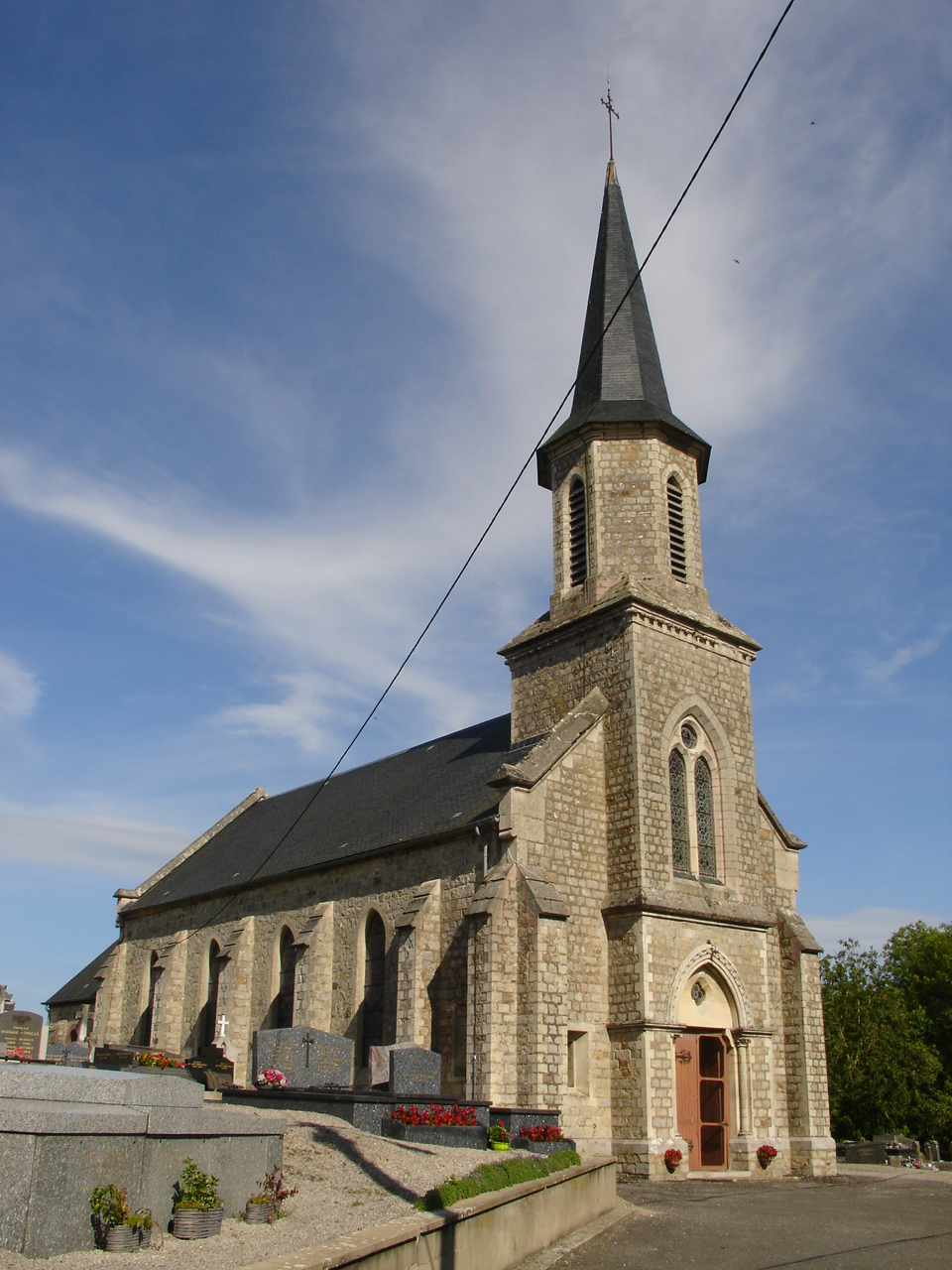
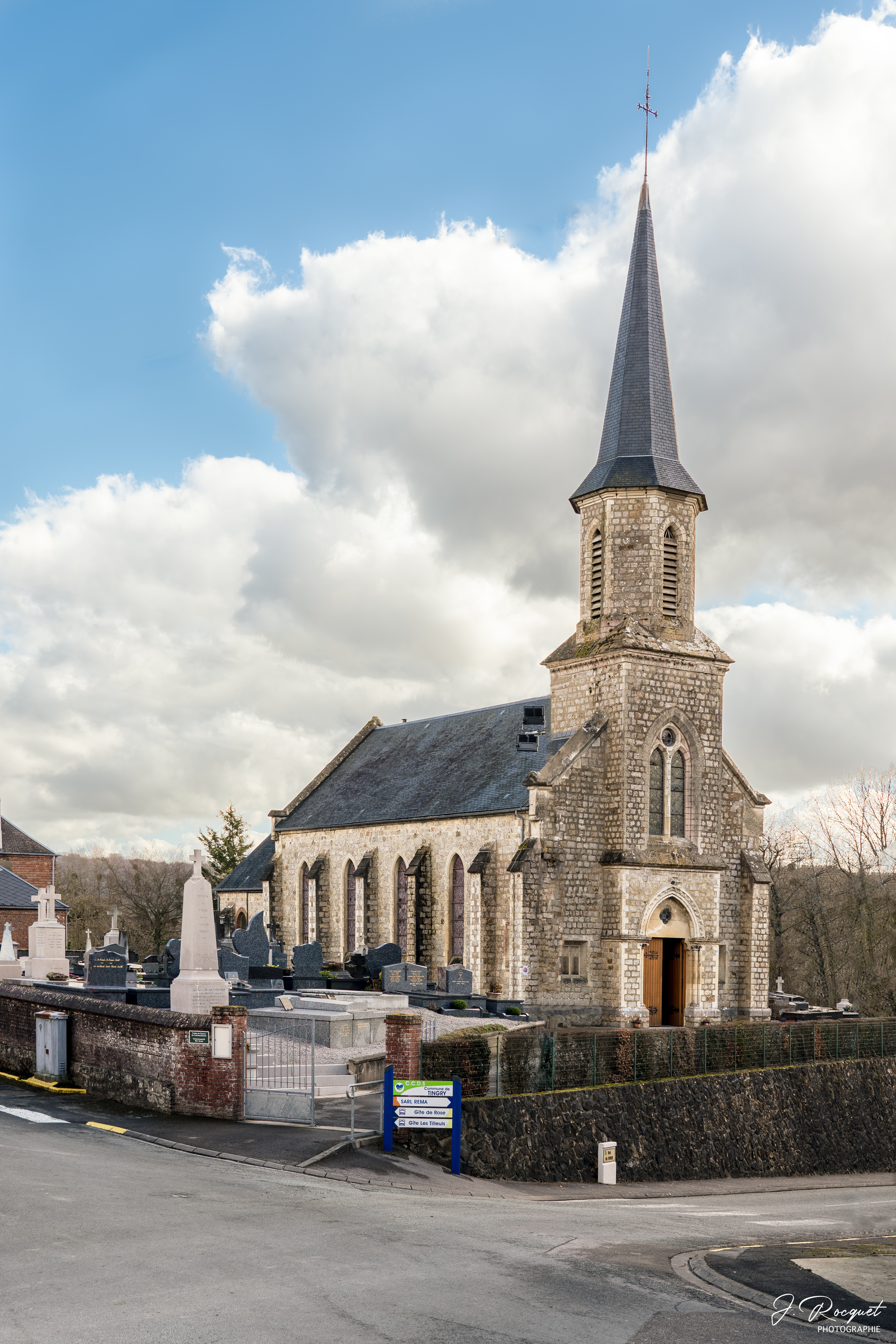
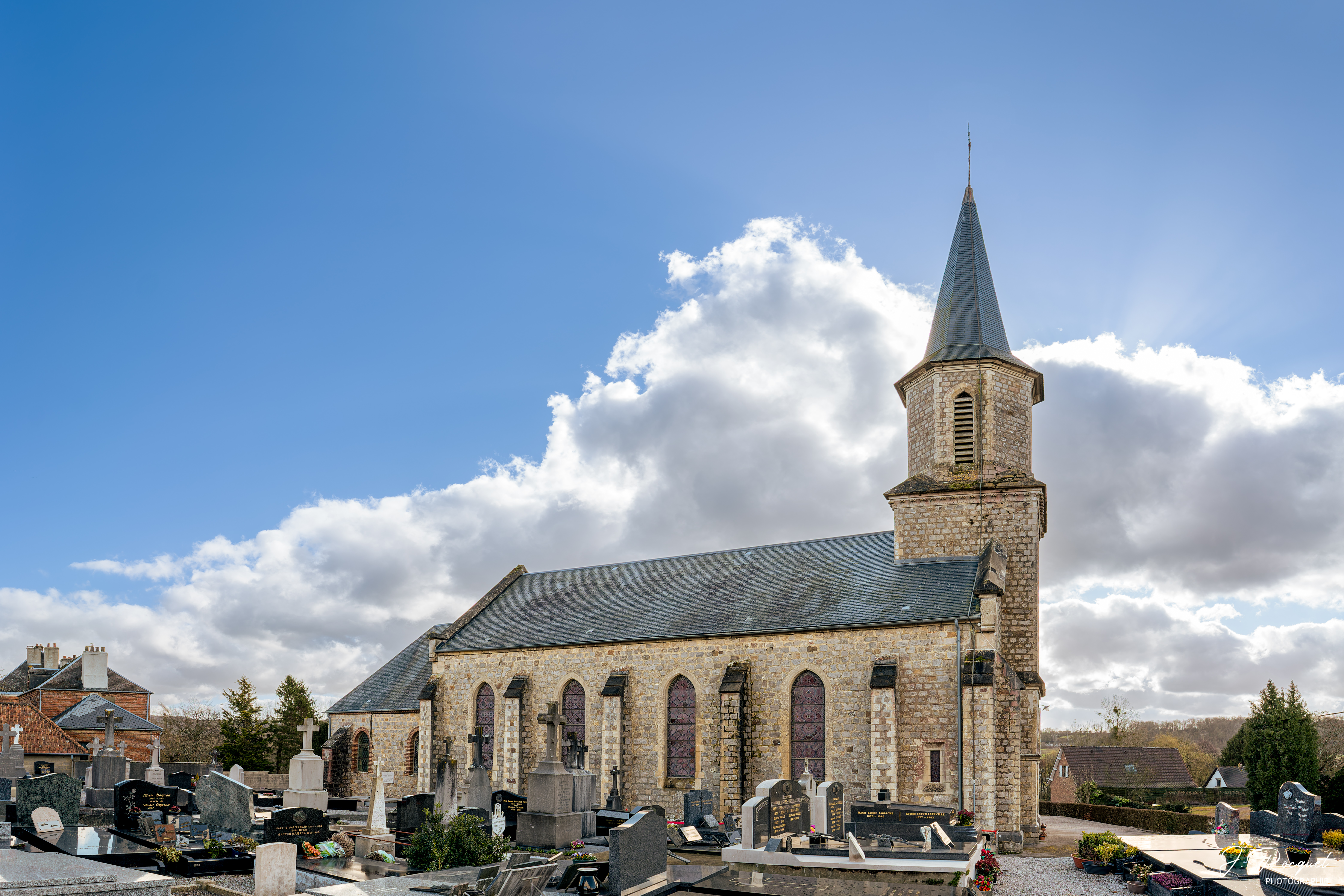
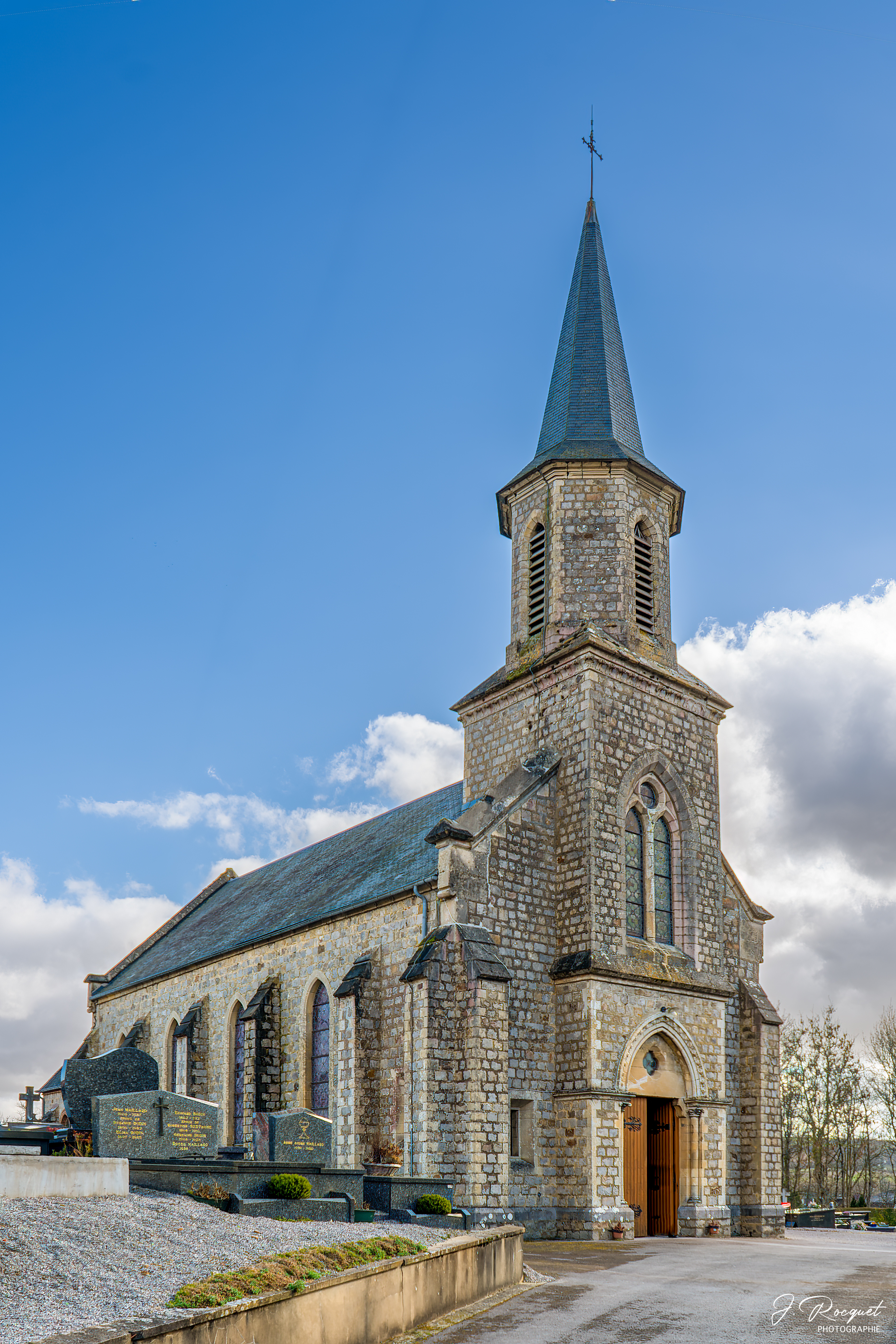
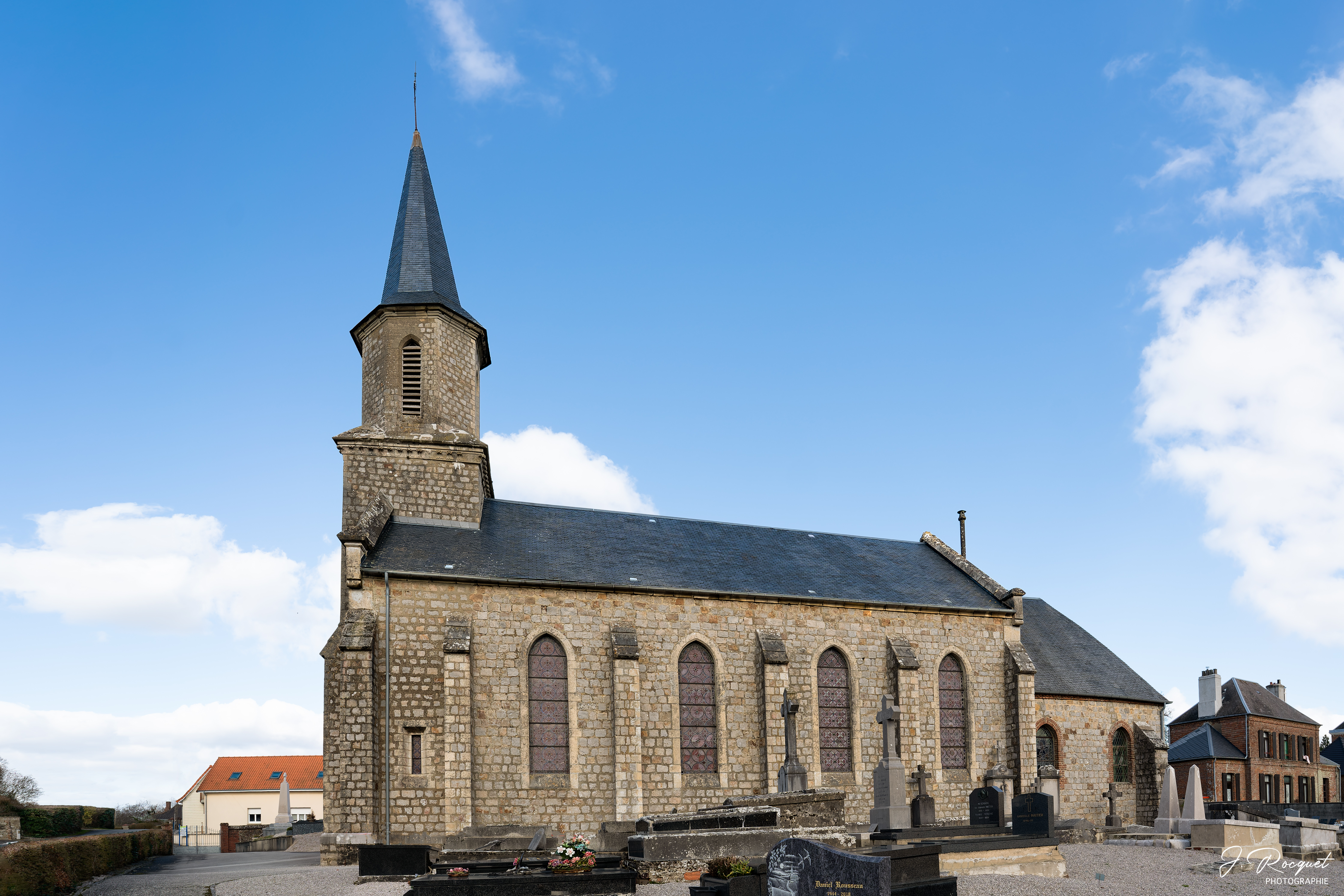

Vues intérieures
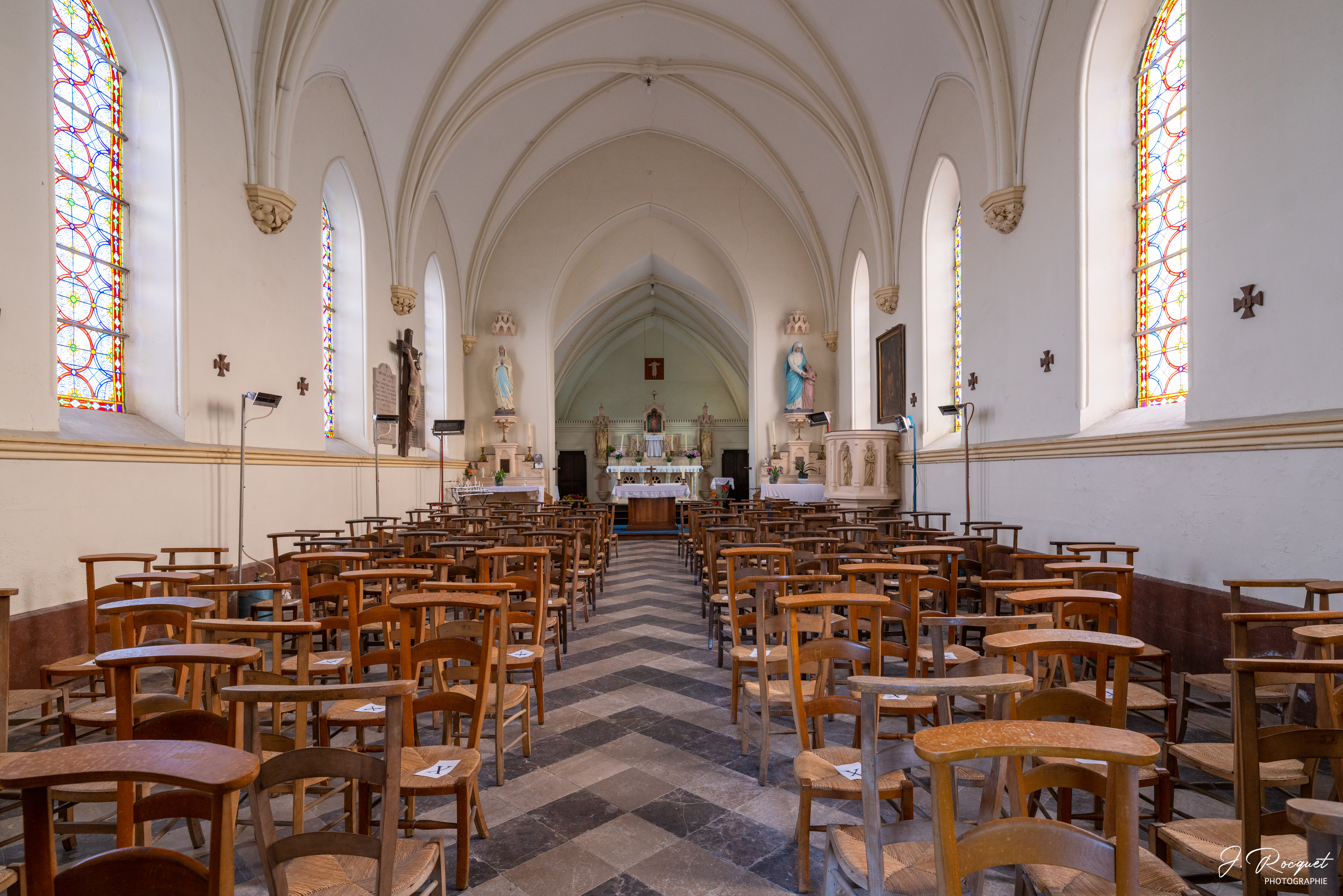
La nef et le chœur.
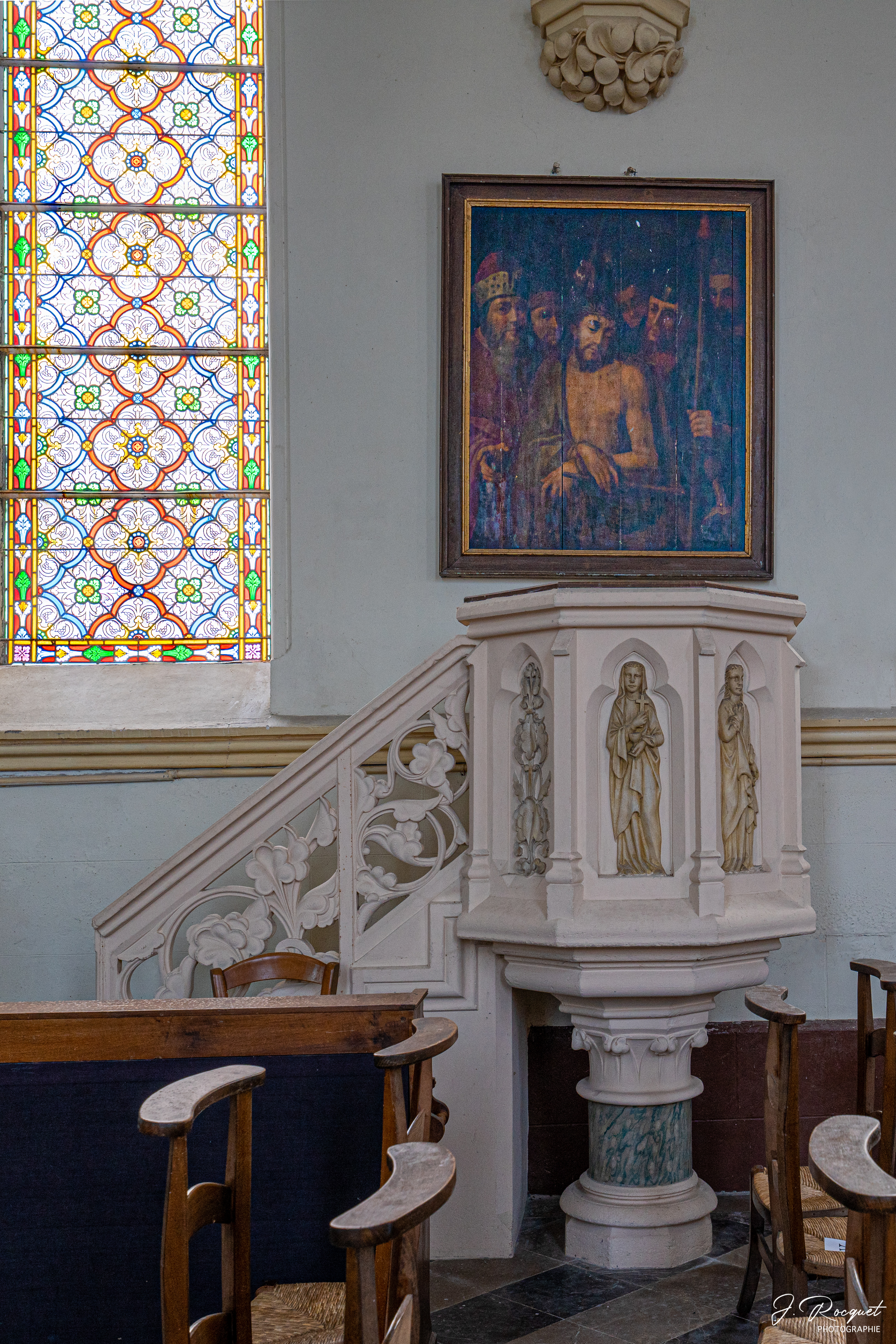
Une peinture sur bois surplombe la chaire.
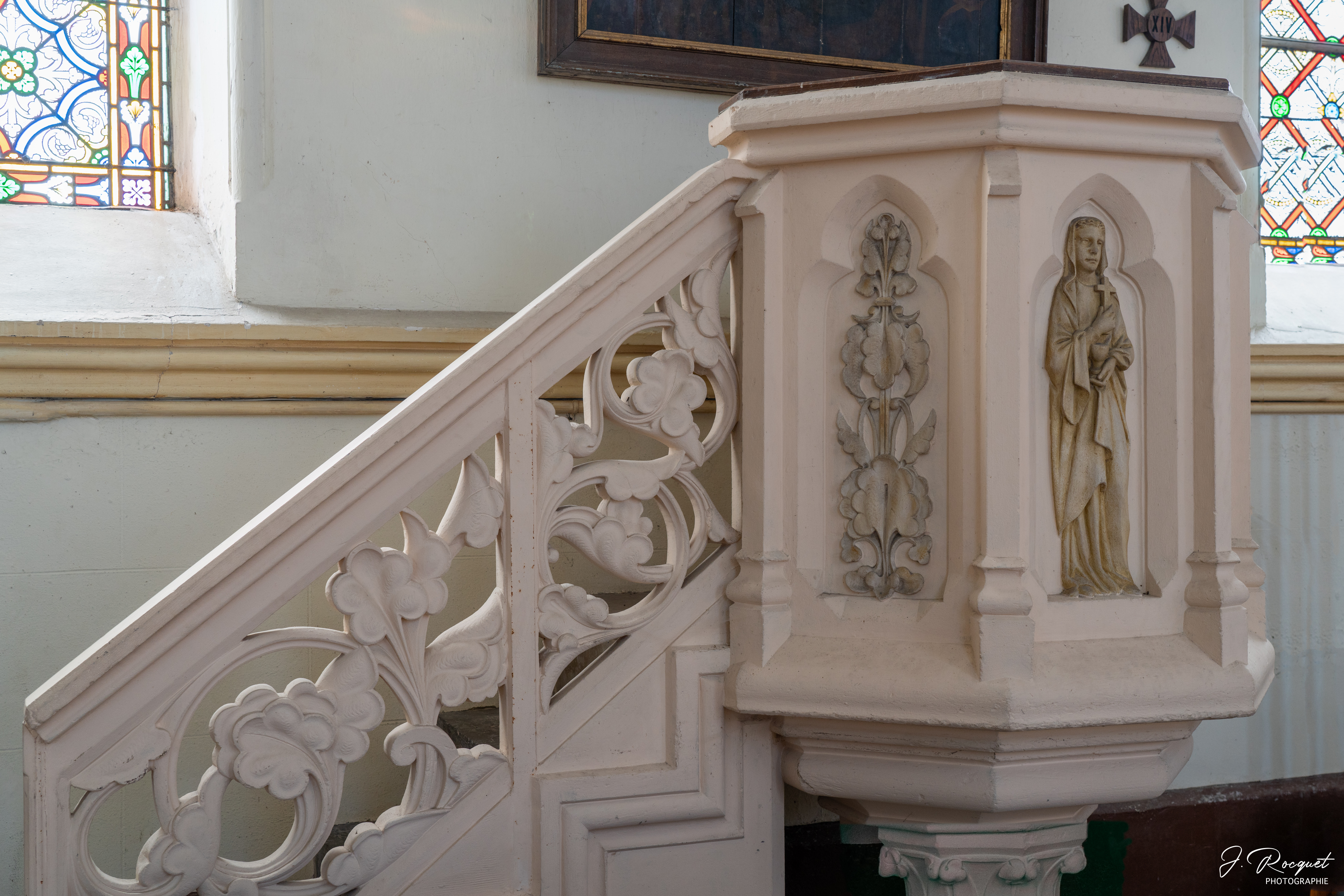
Détails de la chaire.
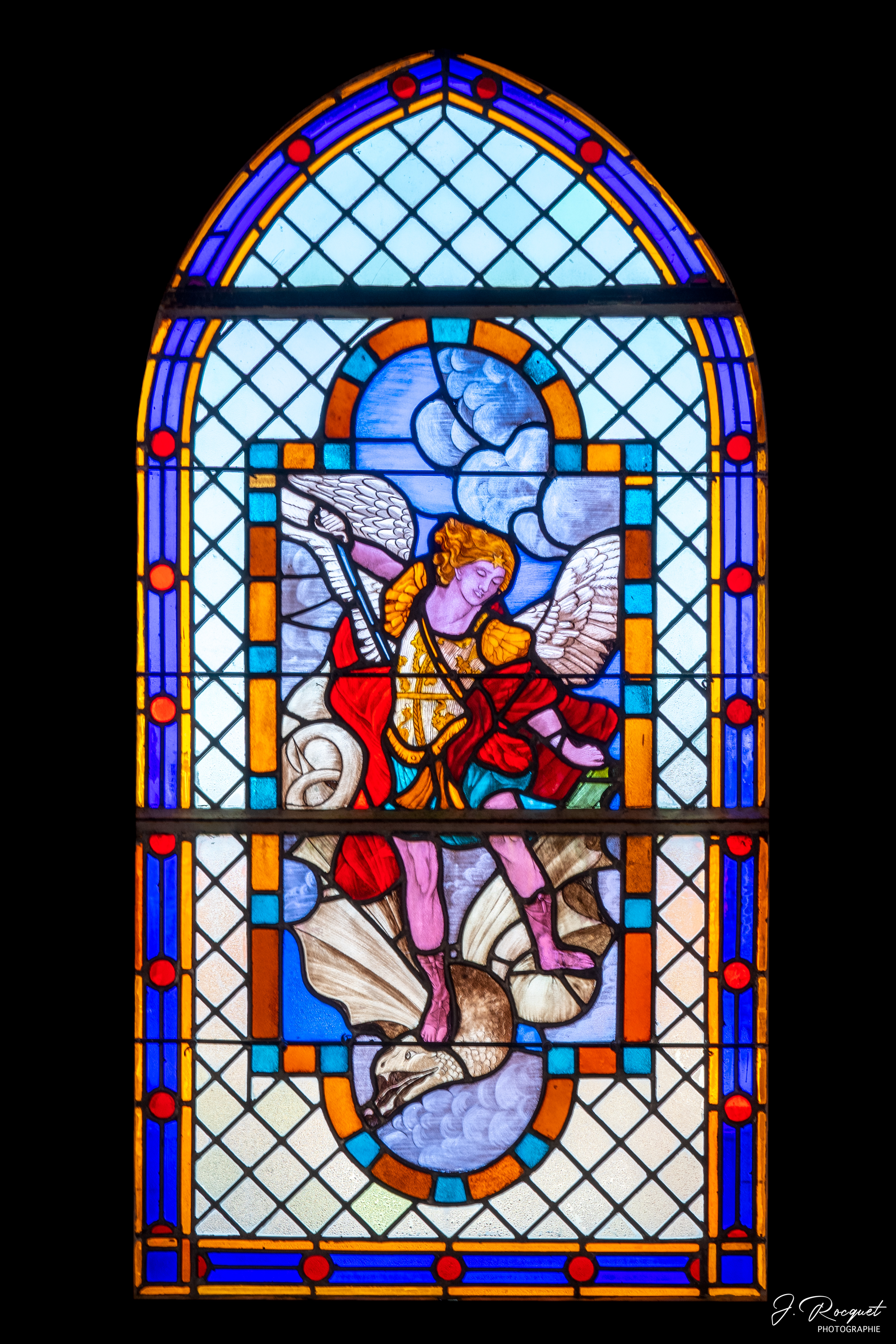
Vitrail de saint Michel.
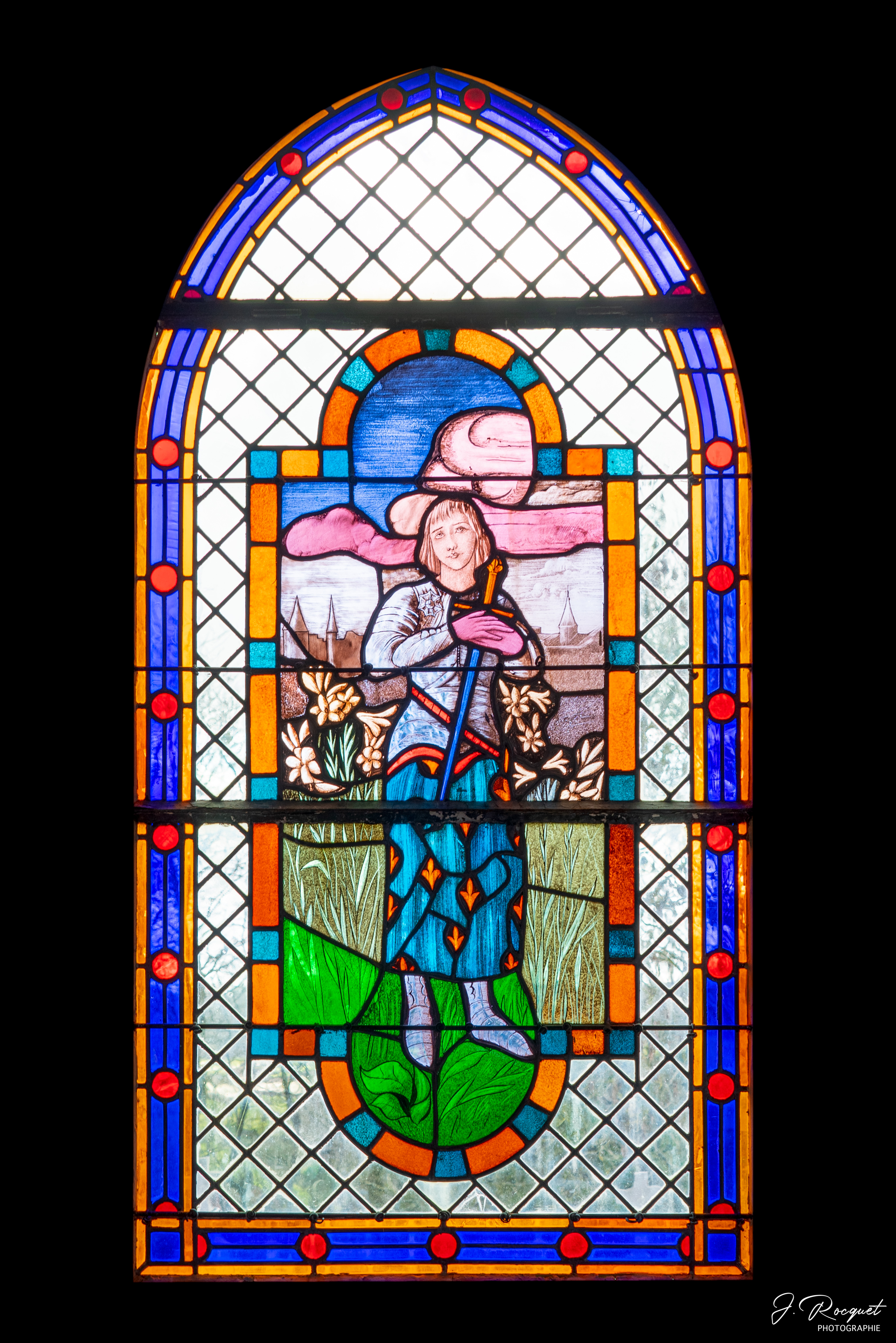
Vitrail de sainte Jeanne d'Arc.

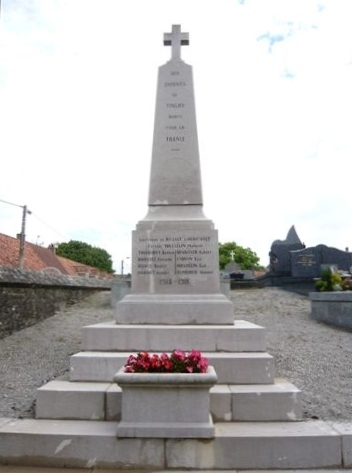
Le monument aux morts.

- Le monument aux morts.

### Personnalités liées à la commune
- Robert de Fiennes (v. 1308–1372), seigneur de Tingry, connétable de France de 1356 à 1370.

### Héraldique
| Blason de Tingry | Blason  | D'argent à trois rencontres de bœuf de sable, allumés du champ. |
| Blason de Tingry | Détails | Armes de la famille de Tingry, qui donna les premiers seigneurs du lieu, dont le premier représentant était Faramus de Tingry (cité de 1130 à 1173), petit-fils de Godefroy de Boulogne, fils illégitime d'Eustache II de Boulogne. Adopté en 1881 lors de l'inauguration de la mairie. |

## Pour approfondir